# Aix-les-Bains
Aix-les-Bains je lázeňské město na východě Francie v departmentu Savojsko a regionu Auvergne-Rhône-Alpes. Má 27 000 obyvatel.

## Poloha
Nachází se mezi Jurou a Alpami na břehu jezera Lac du Bourget pod masivem Bauges.

## Historie
Aix-les-Bains je lázeňským centrem již z římského období. Město se nazývalo Aquae Gratiana (Vody císaře Gratiana). Z této doby se dochovaly zbytky římských lázní a vítězný (tzv. Campanův) oblouk. Zemřel zde ruský politik Pavel Miljukov.

## Vývoj počtu obyvatel
Počet obyvatel

## Lázně
Horké sirné prameny zde mají teplotu přibližně 43-45 °C a každoročně lákají tisíce lázeňských pacientů. Místní voda bývá užívána i k hydroterapii. K nejzajímavějším stavbám středu města patří výstavné kasino.
V místních lázních se léčilo mnoho slavných hostí, mezi nimi např. britská královna Viktorie. Pobýval zde také básník Alphonse de Lamartine. V roce 1955 ve městě probíhala jednání mezi politickými představiteli Francie a Maroka o nezávislosti Maroka.

## Partnerská města
- Fairbanks, USA
- Kislovods, Rusko
- Milena, Itálie
- Moulay Yacoub, Maroko
- Rosemère, Kanada